# فاكس أوزا
فاكس أوزا (بالإنجليزية: Vaks- Oza)‏ هي روح الطاحونة في الأساطير الفنلندية، تظهر على هيئة رجل أو امرأة. وهي تعيش تحت سطح الطاحونة. وهي عادة صديقة لصاحب الطاحونة.